# Jewgienij Moczałow
Jewgienij Moczałow, ros. Евгений Мочалов (ur. 29 października 1951) – białoruski szachista, mistrz międzynarodowy od 1993 roku.

## Kariera szachowa
Wielokrotnie startował w finałach indywidualnych mistrzostw Białorusi, złote medale zdobywając w latach 1974 i 1991 (wspólnie z Wiaczesławem Dydyszko), natomiast srebrne - w 1988 i 1996. W 1992 r. wystąpił w narodowej reprezentacji na drużynowych mistrzostwach Europy, a w 1996 r. – na szachowej olimpiadzie.
Do międzynarodowych sukcesów Jewgienija Moczałowa należą m.in.:
- dz. I m. w Šaľi (1993),
- dz. II m. w Bratysławie (1993, za Witalijem Gołodem, wspólnie z m.in. Aleksandrem Ryskinem, Konstantinem Czernyszowem i Leonidem Wołoszynem),
- I m. w Polanicy-Zdroju (1994, memoriał Akiby Rubinsteina, turniej open),
- I m. w Baku (1995),
- dz. III m. w Kijowie (1995, memoriał Igora Płatonowa, za Jurijem Kruppą i Dmitrijem Komarowem, wspólnie z Stanisławem Sawczenko),
- III m. w Orle (1999, za Aleksandrem Moisejenko i Andriejem Łuniewem).

W 2012 r. zdobył w Kownie brązowy medal mistrzostw Europy seniorów (szachistów powyżej 60. roku życia).
Najwyższy ranking w karierze osiągnął 1 stycznia 1996 r., z wynikiem 2515 punktów zajmował wówczas 6. miejsce wśród białoruskich szachistów.